# Alexis Azevedo
Pour les articles homonymes, voir Azevedo.
Alexis Azevedo est un critique musical et musicographe français né le 15 mars 1813 à Bordeaux et mort le 22 décembre 1875 à Paris.

## Biographie
Alexis-Jacob Azevedo naît le 15 mars 1813 à Bordeaux.
Il étudie la flûte avec Jean-Louis Tulou au Conservatoire de Paris, où il entre en 1832. Mais c'est comme critique et musicographe qu'il fait carrière. Il fonde La Critique musicale en 1846 et collabore à plusieurs périodiques, Le Siècle, La France musicale, La Presse, L'Opinion nationale (entre 1859 et 1870), L'Art musical et Le Ménestrel, notamment,,.
Le musicologue Joseph-Marc Bailbé relève qu'Alexis Azevedo, passionné par l'école italienne, « ne ménageait pas ses invectives à Berlioz, Meyerbeer, F. Halévy, et Gounod que son Dictionnaire musico-humoristique (1870) n'épargne pas ». Concernant La Damnation de Faust de Berlioz, par exemple, Azevedo écrit : « Une œuvre sans nom, que vous nommez légende, faute de mieux, un incroyable amalgame de mélopée qui n’est ni mélodie, ni récitatif, ni plain-chant ».

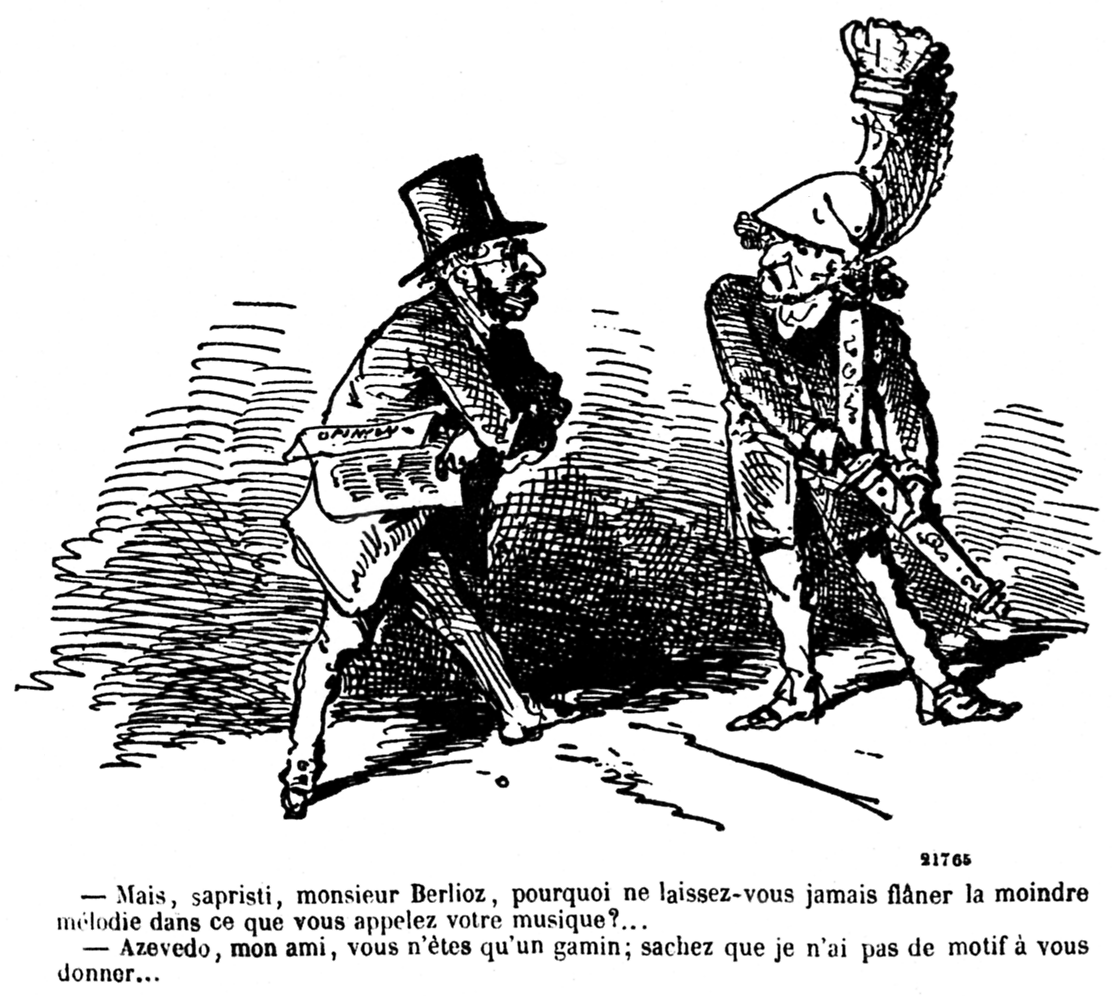
Caricature publiée dans le Journal amusant, après la première représentation des Troyens :
— Mais, sapristi, monsieur Berlioz, pourquoi ne laissez-vous jamais flâner la moindre mélodie dans ce que vous appelez votre musique ?…
— Azevedo, mon ami, vous n'êtes qu'un gamin ; sachez que je n'ai pas de motif à vous donner…

Comme musicographe, Alexis Azevedo publie des biographies de compositeurs, F. David (1863) et G. Rossini (1865), et un essai, La Vérité sur Rouget de l'Isle et la Marseillaise (1864).
En 1874, il crée Les Doubles Croches malades, petit recueil de critique périodique dont il est le seul rédacteur. 
Alexis Azevedo meurt le 22 décembre 1875 à Paris.